# Trupanea ornum
Trupanea ornum är en tvåvingeart som beskrevs av Allen L.Norrbom 1999. Trupanea ornum ingår i släktet Trupanea och familjen borrflugor.
Artens utbredningsområde är Kenya. Inga underarter finns listade i Catalogue of Life.